# Pomnik żołnierzy Armii Czerwonej w Siedlisku
Pomnik żołnierzy Armii Czerwonej w Siedlisku – pomnik upamiętniający poległych żołnierzy Armii Czerwonej (zdemontowany w kwietniu 2022).

## Historia
Pomnik został wzniesiony w 1945 r. Był zlokalizowany na prywatnym terenie. Miał być wyrazem wdzięczności lokalnej społeczności dla Armii Czerwonej za wyzwolenie od nazistowskiej okupacji. Pierwotnie znajdował się na terenie prowizorycznego wojennego cmentarza, na którym spoczywało jedenastu czerwonoarmistów. Szczątki poległych ekshumowano w 1953 r. i przeniesiono na cmentarz wojskowy w Pile. Pomnik miał formę czworoboku podzielonego kompozycyjnie na trzy części, w środkowej znajdowała się granitowa tablica z inskrypcją w języku rosyjskim (w tłumaczeniu na polski): „Tu spoczywają polegli śmiercią bohaterów w walce za wolność i niepodległość naszej Ojczyzny: Georgadze, Burdiejnyj, Agapkin, Fomin, Ostrowski, dwaj młodsi czołgiści i czworo niezidentyfikowanych żołnierzy. Wieczna chwała bohaterom”. Pomnik był wzniesiony z żelazobetonu, obłożonego płytami kamiennymi. W 1975 r. został odrestaurowany.
Całość monumentu była zwieńczona czerwoną kamienną gwiazdą. Po agresji Federacji Rosyjskiej na Ukrainę w 2022 r. nieznani sprawcy zasłonili gwiazdę flagą Ukrainy.
Pomnik został zdemontowany w kwietniu 2022 r.